# Tomasz Skorupka
Tomasz Skorupka (ur. 13 grudnia 1862 w Siemowie koło Gostynia, zm. 9 sierpnia 1935 w Kosowie) – polski rolnik, pamiętnikarz.

## Życiorys
Tomasz Skorupka urodził się w rodzinie chłopskiej od wieków osiadłej we wsi Siemowo. Jego rodzicami byli Wojciech Skorupka i Barbara z domu Kłak. Uczęszczał do miejscowej szkoły, którą ukończył z odznaczeniem w roku 1876. W 1886 roku zawarł związek małżeński z Zuzanną Klupś z pobliskiego Kosowa, po czym osiadł w rodzinnej wsi żony. Rodzina Klupś (Klopsz, Klupczyńscy) była pochodzenia łużyckiego i przybyła w okolice Gostynia w XVIII wieku. Gospodarował z żoną na 15 hektarach ziemi. Mieli dziewięcioro dzieci: sześcioro synów i trzy córki, które w większości również gospodarowały w rodzinnej wsi i okolicach. Jeden z synów staraniem rodziców uzyskał wykształcenie uniwersyteckie i został uczonym, posługując się nazwiskiem Stanisław Helsztyński. Pod wpływem syna w latach 1933–1935 Tomasz Skorupka spisał swoje wspomnienia w książce pod tytułem Kto przy Obrze, temu dobrze. Spotkała się ona po późniejszym wydaniu z dużym oddźwiękiem w kraju i wśród Polonii i weszła do klasyki literatury pamiętnikarskiej, ceniona także jako bardzo wartościowe źródło dotyczące folkloru, obyczajowości wiejskiej i historii regionalnej w XIX i XX wieku. Drugi syn Tomasza Skorupki, Wawrzyniec, również był autorem pamiętników. Tomasz Skorupka zmarł 9 sierpnia 1935 roku w Kosowie i został pochowany na cmentarzu w Starym Gostyniu.